# Tour de France 2008/11. Etappe
Die 11. Etappe der Tour de France 2008 am 16. Juli war 167,5 Kilometer lang und verlief von Lannemezan nach Foix. Es standen zwei Sprintwertungen sowie zwei Bergwertungen der 3. Kategorie und eine Bergwertung der 1. Kategorie auf dem Programm.
Die Etappe begann mit hoher Geschwindigkeit, was Ausreißversuche zunächst vereitelte. Auf dem Weg zum ersten Zwischensprint gelang es kurz einer 13-köpfigen Ausreißergruppe, davonzukommen, wird aber bereits vor dem Sprint wieder eingeholt. Leonardo Duque gewann diesen Zwischensprint. Danach versuchte Thomas Voeckler sich abzusetzen, dem vier Fahrer nachfuhren, aber auch dieser Versuch scheiterte. Fabian Wegmann und Kurt Asle Arvesen starteten danach einen erfolgreichen Fluchtversuch, dem sich zunächst Martin Elmiger, Alessandro Ballan, Alexander Botscharow, Dmitri Fofonow, Gert Steegmans, Koos Moerenhout, Marco Velo, Benoît Vaugrenard und Amaël Moinard anschlossen, später folgten noch Pierrick Fédrigo, Filippo Pozzato und José Vicente García Acosta. Steegmans fiel jedoch wieder zurück, da er das Tempo der Gruppe am Anstieg nicht halten konnte. Botscharow gewann die erste Bergwertung und Pozzato den zweiten Zwischensprint. Die nun 13-köpfige Fluchtgruppe konnte den Vorsprung bis auf über 16 Minuten ausbauen. Moinard griff auf dem Weg zum Col de Portel an und fuhr als erster über diese Bergwertung und auch über die dritte und letzte Bergwertung des Tages. García Acosta fiel zwischenzeitlich ebenfalls zurück. Óscar Pereiro griff unterdessen vom Feld an, wurde aber in der Abfahrt des Berges bereits wieder gestellt. Das Ziel in Foix wurde auf einer 290 Meter langen und 6,5 Meter breiten Zielgeraden erreicht. Auf dem Weg dorthin griff aus der Verfolgergruppe zuerst Fofonow, später Elmiger und Arvesen an, die den immer noch führenden Moinard einholten. Ballan griff nun an und erreichte als erster die Zielgerade. Es kam zu einem Fotofinish zwischen Arvesen, Ballan und Elmiger, den Ersterer knapp für sich entscheiden konnte. Den Sprint des Feldes, das über 14 Minuten später das Ziel erreichte, gewann Thor Hushovd vor Erik Zabel und Leonardo Duque.

## Aufgaben
- 53 Félix Cárdenas
- 56 Moisés Dueñas – vom Team suspendiert wegen Dopingverdachts (Positive A-Probe)
- 59 Paolo Longo Borghini – Sturzverletzung

## Sprintwertungen
- 1. Zwischensprint in Saint-Bertrand-de-Comminges (Kilometer 19,5) (452 m ü. NN)

| Erster  | Leonardo Duque | 6 Pkt. |
| Zweiter | Thor Hushovd   | 4 Pkt. |
| Dritter | Óscar Freire   | 2 Pkt. |
- 2. Zwischensprint in Prat-Bonrepaux (Kilometer 69) (335 m ü. NN)

| Erster  | Filippo Pozzato | 6 Pkt. |
| Zweiter | Marco Velo      | 4 Pkt. |
| Dritter | Koos Moerenhout | 2 Pkt. |
- Zielsprint in Foix (Kilometer 167,5) (389 m ü. NN)

| Erster   | Kurt Asle Arvesen     | 25 Pkt. |
| Zweiter  | Martin Elmiger        | 22 Pkt. |
| Dritter  | Alessandro Ballan     | 20 Pkt. |
| Vierter  | Koos Moerenhout       | 18 Pkt. |
| Fünfter  | Alexander Botscharow  | 16 Pkt. |
| Sechster | Pierrick Fédrigo      | 15 Pkt. |
| Siebter  | Filippo Pozzato       | 14 Pkt. |
| Achter   | Benoît Vaugrenard     | 13 Pkt. |
| Neunter  | Fabian Wegmann        | 12 Pkt. |
| Zehnter  | Marco Velo            | 11 Pkt. |
| 11.      | Dmitri Fofonow        | 10 Pkt. |
| 12.      | Amaël Moinard         | 9 Pkt.  |
| 13.      | Thor Hushovd          | 8 Pkt.  |
| 14.      | Erik Zabel            | 7 Pkt.  |
| 15.      | Leonardo Duque        | 6 Pkt.  |
| 16.      | Óscar Freire          | 5 Pkt.  |
| 17.      | Kim Kirchen           | 4 Pkt.  |
| 18.      | Xavier Florencio      | 3 Pkt.  |
| 19.      | Christian Vande Velde | 2 Pkt.  |
| 20.      | Juan Antonio Flecha   | 1 Pkt.  |

## Bergwertungen
- Col de Larrieu, Kategorie 3 (Kilometer 49,5) (662 m ü. NN; 5,4 km à 3,8 %)

| Erster  | Alexander Botscharow | 4 Pkt. |
| Zweiter | Pierrick Fédrigo     | 3 Pkt. |
| Dritter | Alessandro Ballan    | 2 Pkt. |
| Vierter | Amaël Moinard        | 1 Pkt. |
- Col de Portel, Kategorie 1 (Kilometer 110) (1432 m ü. NN; 12,6 km à 6,8 %)

| Erster   | Amaël Moinard     | 15 Pkt. |
| Zweiter  | Dmitri Fofonow    | 13 Pkt. |
| Dritter  | Pierrick Fédrigo  | 11 Pkt. |
| Vierter  | Alessandro Ballan | 9 Pkt.  |
| Fünfter  | Fabian Wegmann    | 8 Pkt.  |
| Sechster | Benoît Vaugrenard | 7 Pkt.  |
| Siebter  | Kurt Asle Arvesen | 6 Pkt.  |
| Achter   | Filippo Pozzato   | 5 Pkt.  |
- Col Del Bouich, Kategorie 3 (Kilometer 145) (597 m ü. NN; 5,2 km à 3,8 %)

| Erster  | Amaël Moinard     | 4 Pkt. |
| Zweiter | Alessandro Ballan | 3 Pkt. |
| Dritter | Kurt Asle Arvesen | 2 Pkt. |
| Vierter | Marco Velo        | 1 Pkt. |